# Burke-Fahn-Marsden Dystonia Rating Scale
Die Burke-Fahn-Marsden Dystonia Rating Scale (BFMDRS, zu deutsch Burke-Fahn-Marsden-Dystoniebewertungsskala), auch Fahn-Marsden Dystonia Rating Scale (FMDRS) oder F-M dystonia rating scale ist ein neurologischer Test zur Erfassung der Schwere einer Dystonie.
Er wurde ursprünglich für Patienten mit idiopathischer Torsionsdystonie entwickelt, lässt sich aber auch bei anderen Formen einsetzen. Von der International Parkinson and Movement Disorder Society (MDS) wird er für das Rating generalisierter Dystonien empfohlen. Der Test setzt sich aus einer Bewegungs- und einer Behinderungsskala zusammen:
1. Movement-Skala mit einer Bewertung der Einschränkungen durch einen Untersucher mit 0–120 Punkten.
2. Disability-Skala mit einer Bewertung der Einschränkungen durch den Patienten selbst mit 0–30 Punkten.

Über beide Skalen kann so eine Verschlechterung oder Verbesserung der Erkrankung objektiviert und die subjektiv von den Patienten empfundene Einschränkung erhoben werden.

## Movement-Skala
Für die Movement-Skala werden neun Körperregionen definiert, für die jeweils eine unterschiedliche Gewichtung für die Gesamteinschränkung gegeben ist. Der Auslösefaktor soll Aufschluss über die Häufigkeit der Dystonie und deren korrelierenden Handlungen geben (1–Dystonie nur bei bestimmten Bewegungen vs. 4–Dystonie in Ruhe), der Schwerefaktor über die Ausprägung (Bspw. Beine: 1–Dystonie messbar aber klinisch nicht signifikant vs. 4–Unfähigkeit zu stehen oder zu laufen). Aufgrund der geringeren Einschränkung der Augen (Bspw. bei einem Blepharospasmus) gegenüber einer Gehbehinderung durch eine Dystonie der Beine, wird hier ein Wichtungsfaktor mit eingerechnet.
So ergibt sich die Skala wie folgt:
| Region              | Auslösefaktor |   | Schwerefaktor | Gewichtung | Produkt |
| ------------------- | ------------- | - | ------------- | ---------- | ------- |
| Augen               | 0–4           | x | 0–4           | 0,5        | 0–8     |
| Mund                | 0–4           | x | 0–4           | 0,5        | 0–8     |
| Sprache / Schlucken | 0–4           | x | 0–4           | 1          | 0–16    |
| Nacken              | 0–4           | x | 0–4           | 0,5        | 0–8     |
| Rechter Arm         | 0–4           | x | 0–4           | 1          | 0–16    |
| Linker Arm          | 0–4           | x | 0–4           | 1          | 0–16    |
| Oberkörper          | 0–4           | x | 0–4           | 1          | 0–16    |
| Rechtes Bein        | 0–4           | x | 0–4           | 1          | 0–16    |
| Linkes Bein         | 0–4           | x | 0–4           | 1          | 0–16    |
|                     |               |   |               | Summe      | 0–120   |

Für die Punktevergabe für Auslöse- und Schwerefaktor geben die Autoren in der Originalarbeit genauere Hinweise.

## Disability-Skala
Die Disability-Skala überprüft die Funktion von
- Sprechen (0–4 Punkte)
- Schreiben (0–4 Punkte)
- Essenseinnahme [Halten des Bestecks; führen der Nahrung zum Mund] (0–4 Punkte)
- Essen und Schluckakt [vermehrtes Verschlucken] (0–4 Punkte)
- Hygiene (0–4 Punkte)
- Anziehen von Kleidung (0–4 Punkte)
- Gangfähigkeit (0–6 Punkte).

In Summe sind 0–30 Punkte zu erreichen.